# Ягуново (Кігинський район)
Ягуно́во (башк. Яуын; рос. Ягуново) — присілок у складі Кігинського району Башкортостану, Росія. Входить до складу Ібраєвської сільської ради.
Населення — 176 осіб (2010; 167 в 2002).
Національний склад:
- башкири — 97 %